# Oswald Heimbucher
Oswald Heimbucher (* 27. September 1924 in Regensburg; † 22. März 2016 in Würzburg) war ein deutscher Literaturwissenschaftler und Autor.

## Leben und Werke
Heimbucher wuchs in Regensburg auf, ging dort auf das Gymnasium und erlangte sein Abitur. Nach dem Krieg und französischer Gefangenschaft wurde er Lehrer an den Realschulen in Sulzbach-Rosenberg und Riedenburg, zuletzt als Konrektor. Seine Werke beschäftigen sich mit der deutschen Nachkriegsliteratur, zu seinen bekanntesten Werken zählen: „Der Zweite Weltkrieg im Spiegel der deutschen Gegenwartsliteratur“ und „Toleranz – Versöhnung – Friede: Liebeserklärung an Sulzbach-Rosenberg“. Heimbucher war von 1977 bis 1988 der erste Vorsitzende des Literaturarchivs Sulzbach-Rosenberg.
Des Weiteren engagierte sich Oswald Heimbucher für die Musikkultur und gründete 1956 die Sing- und Musikschule Sulzbach-Rosenberg. Selbst spielte er Bratsche und wirkte auch als Dirigent und Chorleiter an zahlreichen Aufführungen mit. Unter anderem begleitete er Adolf Scherbaum auf einigen Konzerttourneen durch Europa.
1981 wurde er mit dem Kulturpreis der Stadt Sulzbach-Rosenberg ausgezeichnet.
Die Urne wurde im Freiwald auf dem Schwanberg bei Kitzingen beigesetzt.